# 汤加丽
汤加丽（1976年7月13日—），中国大陆女演员、舞蹈演员、人体艺术模特。出生于中国安徽省合肥。毕业于北京舞蹈学院古典舞系，国家级歌舞团舞蹈演员兼教员，曾任职于东方歌舞团。
2002年，她在人民美术出版社出版了人体艺术写真汤加丽人体艺术写真（张旭龙 摄）。2003年，出版了人体艺术写真汤加丽人体艺术摄影，2004年汤加丽写真（石松 摄）。2005年，她在现代出版社出版了传记类作品汤加丽写真日记，描述了她拍摄人体艺术写真的心路历程和工作生活经历分享。2006年，她发布了她的艺术纪录片舞者·加丽。
在上述作品中汤加丽多以正面全裸的形象出镜，在当时中国大陆社会引发了一些争议。从汤加丽的第二本汤加丽人体艺术摄影出版后的2004年开始，她的写真得到了很高的关注和搜索量。

## 人体艺术写真

### 汤加丽人体艺术写真（2002年）
汤加丽于2002年9月出版了第一本全裸写真集汤加丽人体艺术写真，第一本写真的目的是“把青春最美的东西保留下来”。她在出版第一部写真之后得到很高关注的同时，也受到了很多非议和辱骂，给她带来了很大的压力，也引发了社会对她的作品属于艺术还是色情的争议。并且汤加丽因此丢掉了在东方歌舞团的工作，工作机会也受到限制。汤加丽称在出版写真集后，遭到父亲的反对，父女关系受到影响。

#### 法律纠纷
汤加丽于此书出版前曾声称这本写真集中90%的动作都由自己设计。而在出版后，在接受媒体采访时她称“从拍摄过程到出书都是被迫的”。对此摄影师张旭龙反驳拍摄的动作场景等设计完全是他的创意，汤加丽几乎不参与；且汤加丽是自愿与他签合约拍摄，汤加丽所谓“被迫说”不实并且是“是对一个人体艺术摄影师最大的侮辱”。由于人民美术出版社在该书署名“汤加丽 著”，而引发了张旭龙和人民美术出版社之间的法律纠纷，最终人民美术出版社被判给张旭龙公开赔礼道歉，并停止出版“汤加丽 著”的书，再版重印不得署名“汤加丽 著”。后由书中部分写真被裁剪但汤加丽无法提供授权，也引发了张旭龙和汤加丽之间的著作权纠纷，最终汤加丽被判赔偿张旭龙并赔礼道歉。

#### 评价
本书摄影师张旭龙称对汤加丽人体艺术写真遭到批评“感到困惑”。他认为这本写真集是合法的人体艺术作品，正确的欣赏态度很重要。本书编辑关宏认为写真集中汤加丽的着装选择以及黑白摄影处理方面展现出创新和前卫的想法。她的作品与当前流行的传统人体艺术摄影有根本性的不同。也有评论认为汤加丽的写真具有东方韵味，呈现典雅、自然的风格，不刻意卖弄性感，表情平静。虽然她的作品也涉及女性美和性感，但更注重自然、温和和唯美的表现，不引发过多性联想。

### 汤加丽人体艺术摄影、汤加丽写真（2003-2004年）
汤加丽称在第一本写真引起争议之后，在人民美术出版社的领导的安慰和思想工作下，她主动应人民美术出版社邀请创作第二本全裸人体艺术汤加丽人体艺术摄影，想借此证明自己的艺术作品并非色情，而是艺术。
汤加丽人体艺术摄影的摄影师是人民美术出版社时任女性编辑石松。汤加丽表示与汤加丽人体艺术写真的男摄影师张旭龙强调动态、肢体语言、注重张力和艺术设计的风格相比，汤加丽人体艺术摄影的女摄影师石松的风格能更体现汤加丽的柔美、女性和生活的一面，也不存在男摄影师对性的回避所以不怯于采用更大胆的造型。汤加丽在做客卓越网与网友访谈时受到网友质疑称第二本不如第一本艺术性高却更色情，对此汤加丽回答称第二本并非更色情，而是更活泼、向上和灿烂。而汤加丽人体艺术写真的摄影师张旭龙则表示石松并非专业摄影师，而且汤加丽人体艺术摄影的照片被电脑加工过，已经失去了摄影创作的意义。
2004年汤加丽的生活和事业逐步从写真风波中恢复。汤加丽回到了东方歌舞团，且与父亲的关系得到缓和。

#### 看见记忆肖像权纠纷
汤加丽人体艺术写真的摄影师张旭龙于2003年在吉林美术出版社出版与《汤加丽人体艺术写真》同期拍摄的汤加丽的人体艺术摄影看见记忆，引发了汤加丽和张旭龙和吉林美术出版社关于肖像权之争。最终张旭龙被判赔偿汤加丽并赔礼道歉。

### 舞者·加丽（2006年）
汤加丽于2006年推出了纪录片性质的《舞者·加丽》DVD，包括了采访民众对汤加丽和她人体艺术的看法，记录汤加丽人体艺术拍摄过程和她在长城上的独舞和在摄影棚内的全裸舞蹈。还随附了一本汤加丽的人体艺术写真画册。不同于之前她的人体艺术作品，《舞者·加丽》的DVD和人体艺术画册的封面上首次标注了“警告：未满十八岁人士谢绝观赏！”的十八禁警示。汤加丽在舞者·加丽的独白中重述了自己人体艺术模特的入行经历：
有一天我接到一个电话，是一个网站的工作人员给我来的电话，说：“我们给你拍照片，要在大陆建一个演员资料库，免费给你拍”。我说这是挺好的一个机会，就去了。跟他们合作应该说很愉快。拍了几次之后他们就动员我说，你条件不错，应该拍一些人体。我当时一听蒙了，我说不行，这哪行啊，从小到大没接触过这个字眼。因为虽然说是跳舞，但是在那个很封闭的环境里面，接触这样的，看这样的画都没看过。人体，人体什么样子啊？那跳舞的话就穿紧身衣，这就觉得很显体型了。那拍人体不是不穿衣服吗？那太让人接受不了了。我说那不行。后来（这件事）就过去了。
有一次我回去看片子，老板就说：“我们这要搞一个活动，就是为上海一家内衣品牌找模特，你有没有兴趣？”当时（他）就说内衣模特，就是那个广告里面，平面里，就是穿的内衣服装也挺美的啊。但我觉得是不是穿的太少了一点？当时我也没拒绝也没有答应，就犹豫了。后来他们说我们也就选了几个人，也不是说谁都会给她拍的，因为拍片需要成本的，后来想广告...模特...试试吧。拍完之后，当他们拿把片子拿给我看的时候，我觉得挺好的。他们看我挺喜欢这批片子的，说那你真的应该尝试一下拍拍人体。我说拍人体不行，我说那个不行。但是嘴上说这个时候，其实心里边开始就是动心了。其实我觉得我的心理至少跟一个正常的普通的女孩是一样的，从害怕恐惧，然后再到接触，再去了解，然后在了解的过程中再慢慢喜欢上这个艺术。我觉得我的心理过程是走了这个脉络。正是因为我的经历，因为从小就蹦蹦跳跳，一直也是进行的肢体语言的一个行当，所以就是从骨子里，我觉得对人体我并不反感的。只不过是从小的教育，觉得这个是很不洁的东西，就是人的身体是只能自己看，或者将来结了婚只有丈夫看，可能自己都害羞去看它。就是两种冲突和矛盾，当一个新的事物进来之后，但是传统的教育，又觉得这是不好的一个事情。但是呢自己的好奇心，又去趋使自己去（看），到底是怎么回事呢，所以后来他们提出这个问题给我的时候，我就开始从背身拒绝，然后再到慢慢转过身来，去正视这个问题。我觉得对我来说也是一个挑战。——汤加丽，《舞者·加丽》，3:08 - 5:01，6:40 - 8:43
舞者·加丽为汤加丽的最后一部人体艺术相关作品。

### 对汤加丽人体艺术的评价

#### 正面评价
中国艺术研究院研究员兼博士生导师陈醉赞扬汤加丽先天和后天条件优秀，身体细节表现生动，传递深刻内涵，赋予作品动人韵律，属于不可多得的模特，很了不起，并称汤加丽的人体艺术写真是中国人体艺术发展的突破。有评论认为汤加丽的人体艺术写真所带来的“汤加丽现象”所代表的本土文化解放和全球化视角下的社会变革，是一个突破禁锢、解放意识的代表。从拍摄人体写真到出版画册，对于汤加丽而言或许只是一小步，但对整个中国文化来说，则是一大步。

#### 色情争议
汤加丽的人体艺术写真亦被部分人用作满足情欲之用途，对于所带来的色情争议，汤加丽表示她在拍摄人体艺术时没有任何色情的想法。有观点认为汤加丽对于她的裸体的展示并无性挑逗姿势且她的对性器官的暴露并非刻意而为，并未故意挑起观众的性兴奋，故应被视作软黄色而非色情内容。汤加丽表示人体艺术与情色还是有关联的，但对于有些观众出于满足情欲的目的来欣赏她裸体的现象感到冒犯。也有观点认为汤加丽通过人体艺术作品间接深刻影响了当时年轻男性，成为了他们的性启蒙老师。

## 个人生活
在汤加丽于1994年在读北京舞蹈学院大学二年级时与八一电影制片厂导演沈东相恋。并于1998年结婚。汤加丽透露自己拍摄人体艺术写真得到了其丈夫沈东的支持。汤加丽与沈东于2007年离婚，汤加丽在综艺节目上透露部分原因是与她拍摄人体艺术写真有关，也与其丈夫沈东有关，彼此性格不合。
2020年汤加丽在北京市巴黎一区少儿艺教舞蹈学校作为中国舞学科负责人参与教学。

## 作品

### 人体艺术作品
| 书名               | 出版时间   | 出版社                 | 摄影师/导演 | ISBN          | 种类         | 备注                                                             |
| ------------------ | ---------- | ---------------------- | ----------- | ------------- | ------------ | ---------------------------------------------------------------- |
| 汤加丽人体艺术写真 | 2002年9月  | 人民美术出版社         | 张旭龙 摄   | 7-102-02623-4 | 人像摄影图书 | 汤加丽推出的第一本人体艺术写真集                                 |
| 汤加丽人体艺术摄影 | 2003年11月 | 人民美术出版社         | 石松 摄     | 7-102-02863-6 | 人像摄影图书 | 汤加丽推出的第二部人体艺术写真集                                 |
| 汤加丽写真         | 2004年5月  | 人民美术出版社         | 石松 摄     | 7-102-03007-X | 人像摄影图书 | 为汤加丽人体艺术摄影重排的32开写真集，增添了部分之前未公开的写真 |
| 舞者·加丽          | 2006年     | 北京电影学院音像出版社 | 崔畅 导演   | 7-88007-079-6 | 纪录片       | DVD纪录片，附带汤加丽拍摄的人体艺术写真画册                      |

### 书籍
| 书名           | 出版时间   | 出版社     | 作者      | ISBN          | 种类 |
| -------------- | ---------- | ---------- | --------- | ------------- | ---- |
| 汤加丽写真日记 | 2005年11月 | 现代出版社 | 汤加丽 著 | 7-801-88611-9 | 文学 |

### 电视剧
| 年份 | 作品           | 角色     |
| ---- | -------------- | -------- |
| 1999 | 李三闯京城     | 唐老师   |
| 2000 | 康熙王朝       | 紫云     |
| 2001 | 大栅栏         | 柳腰     |
| 2001 | 银鼠           | 邱夫人   |
| 2002 | 长江刑警       | 沈晶晶   |
| 2003 | 還珠格格第三部 | 陈知琴   |
| 2003 | 倚天屠龙记     | 韩妃     |
| 2004 | 古董王爷       | 那仁氏   |
| 2005 | 欢天喜地七仙女 | 嫦娥     |
| 2005 | 大汉巾帼       | 神秘舞姬 |
| 2007 | 风月·恶之花    | 素琴     |
| 2012 | 丑角爸爸       | 白美丽   |

### 电影
| 年份 | 作品                    | 角色       |
| ---- | ----------------------- | ---------- |
| 2000 | 龙凤智斗蟠龙坊          | 小凤       |
| 2000 | 刑警故事                | 冯怡       |
| 2008 | 爱情呼叫转移2：爱情左右 | 客串       |
| 2010 | 天下太忙                | 秦业的妻子 |
| 2011 | 起舞的胡蝶              | 胡蝶       |
| 2014 | 寻找同桌的你            | 张治       |

### 话剧
| 年份 | 类别 | 参演作品         |
| ---- | ---- | ---------------- |
| 2002 | 话剧 | 绿帽子           |
| 2006 | 话剧 | 想吃麻花现给您拧 |
| 2008 | 话剧 | 月光             |
| 2013 | 话剧 | 又是一个情人节   |

### 舞蹈
| 年份 | 制作公司                       | 参演作品 |
| ---- | ------------------------------ | -------- |
| 2005 | 罗氏演艺公司 - 罗启仁 & 李赛凤 | 魅       |

### 音乐
| 专辑         | 年份   | 演唱        | 歌曲标题         |
| ------------ | ------ | ----------- | ---------------- |
| 如果有那一天 | 2008年 | 汤加丽      | Miss You         |
| 如果有那一天 | 2008年 | 汤加丽      | 分手对白         |
| 如果有那一天 | 2008年 | 汤加丽      | 如果有那一天     |
| 如果有那一天 | 2008年 | 汤加丽      | 弯月亮           |
| 如果有那一天 | 2008年 | 汤加丽      | 三月             |
| 单曲         | 2013年 | 汤加丽&储毅 | 土豪，交个朋友呗 |
| 单曲         | 2013年 | 汤加丽&储毅 | 亲爱的           |
| 单曲         | 2013年 | 汤加丽&储毅 | 以爱为名         |

## 获奖
安徽省青少年运动会体操金牌。
2006年中美文化十大魅力人物。

## 其他
汤加丽曾经代言涉嫌虚假宣传的瘦身产品“果茶抽油瘦”。 汤加丽在广告中声称自己饮用此款产品后体重由55公斤减至不到45公斤，但事后采访承认自己体重从未达到55公斤，一直保持在45公斤左右，体重也未通过饮用此产品减轻。 2007年，该产品以及汤加丽的虚假宣传行为被央视《生活315》节目曝光。
汤加丽的人体艺术写真曾在百度贴吧上传播。2009年1月5日违法和不良信息举报中心发布公告称百度贴吧部分板块存在淫秽色情内容，要求网站清理。百度贴吧“汤加丽吧”在1月5日当日仍可访问，时至1月9日“汤加丽吧”已经无法访问。
汤加丽于2022年10月清空自己新浪微博内容并将新浪微博用户名由“汤加丽”更名为“t1yt1y”。

## 参看
- 裸体艺术摄影
- 汤加丽人体艺术摄影
- 人民美术出版社
- 张筱雨